# アナログフィッシュ
アナログフィッシュ（英語: Analogfish）は、日本のスリーピースバンド。1999年結成。2004年メジャーデビュー。

## 概要
佐々木健太郎と下岡晃（ともに長野県下伊那郡喬木村出身）によるツインボーカルのスタイルを取っている。どちらが作詞するかによってメインボーカルが変わり、コーラスはライブメンバー全員が担当する。2001年からサポートドラムを迎えて都内で活動を開始、2002年に斉藤州一郎をメンバーに迎え、スリーピースとして活動する。2004年メジャーデビュー、2008年からはインディーズで作品を発表する。
デビュー時からのメンバーである斉藤州一郎はほとんどの曲でコーラスを担当し、ライブではサウンドの要ともなっていたが、自律神経失調症の治療のため2008年3月10日に脱退が発表された。それ以降はサポートメンバーを迎えながらライブ活動を継続し、またゲストドラマーを迎えた音源の発表などを行っていた。2009年10月10日に行われた結成10周年記念イベントのステージから、再びバンドに復帰することとなった。

## メンバー
- 佐々木健太郎（ささきけんたろう）：Vocal&Bass
- 下岡晃（しもおかあきら）：Vocal&Guitar
- 斉藤州一郎（さいとうしゅういちろう）：Drum&Vocal

## 過去のサポートメンバー
- 菱谷昌弘（ひしたにまさひろ）：Drum&Chorus
- 木村ひさし（きむらひさし）：Keyboard,Guiter&Chorus
- Ryo Hamamoto：Guitar、Keyboard - 2018年から2024年までレギュラー・サポート。ライブの他にレコーディング、作曲・編曲にも参加。

## ディスコグラフィ

### 配信限定シングル
| 発売日         | タイトル                 | レーベル           |
| -------------- | ------------------------ | ------------------ |
| 2010年4月7日   | 最後のfuture             | blues interactions |
| 2014年8月13日  | SHOWがはじまるよ         | Felicity/SSNW      |
| 2017年11月8日  | WITH YOU (GET IT ON)     | Felicity/SSNW      |
| 2018年9月12日  | Still Life / 静物        | Felicity/SSNW      |
| 2021年9月1日   | Saturday Night Sky       | P-VINE             |
| 2021年10月13日 | Is It Too Late?          | P-VINE             |
| 2022年7月20日  | Radio Star               | (自主レーベル)     |
| 2023年8月23日  | おもいつくかぎりのすべて | (自主レーベル)     |
| 2023年10月11日 | Super Loud               | (自主レーベル)     |
| 2024年2月28日  | Broken Lovers            | (自主レーベル)     |
| 2024年5月8日   | Lady Lady                | (自主レーベル)     |

### その他
1. 髭, tobaccojuice, アナログフィッシュ「カウボーイ」（2004年6月2日）
「LOW」「TEXAS」
2. オムニバス『ASIAN KUNG-FU GENERATION presents NANO-MUGEN COMPILATION 2008』（2008年7月9日）
「Sayonara 90's」
3. DVD『LIVE DVD “10×10×10″ LIVE at STUDIO COAST』（2009年12月23日）
「白黒ック」「LOW」「確信なんかなくてもいいよ」「スピード」「BGM」「出かけた」「さかな道 前編」「さかな道 後編」「NOW」「Hello」「Clap Your Hands!」「ガールフレンド」「平行」「Town」「Light Bright」「ダンスホール」「アンセム」「Sayonara 90's」「ハローグッバイ」「夕暮れ」「Life Goes On」 ＋特典映像
4. アナログ盤『TEXAS』（2011年7月24日/アナログ放送終了日）
5. DVD『“TOKYO SAVANNA” LIVE at HIBIYA YAON』（2012年1月19日）
「TEXAS」「SAVANNA」「LOW」「ロックンロール」「TOWN」「UNKNOWN」「No Way」「ハミングバード」「チアノーゼ」「平行」「Hybrid」「戦争がおきた」「風の中さ」「PHASE」「Fine」「アンセム」「Sayonara90's」「荒野」「出かけた」
6. セカイイチ『and10 (2003～2013)』（2013年2月6日）
「シルクハット "and" 佐々木健太郎(アナログフィッシュ)」
7. iTunes Store配信『town meeting in the sky』（2013年12月18日）
「JAMBORiii STATION」にて配信したプログラム、「town meeting in the sky」内の、ライヴ・パートのみをMC含む完全ノーカットで編集したライブビデオ
8. やけのはら『SELF-PORTRAIT』（2014年3月19日）
「TEXAS (やけのはらバージョン)」
9. elephant『daydream』（2014年10月8日）
下岡晃と斉藤州一郎、斉藤祐樹と宮川トモユキ(HiGE)の4人によるグループによるアルバム
10. 『CLEAR CUT 200 (NEW WORK FELICITY 2008-2014)Compiled by YAKENOHARA』（2014年11月12日）
「Super Structure」

## ミュージックビデオ
| 監督                                    | 曲名 |
| --------------------------------------- | --- |
| ウスイ☆ヒロシ                           | 「BGM」 |
| 奥井宏幸                                | 「夕暮れ」 |
| 川口潤                                  | 「スピード」 |
| GROUNDRIDDIM                            | 「PHASE」「Super Structure」 |
| GROUNDRIDDIM feat. zuquun photographics | 「Hybrid」「平行」 |
| 笹原清明 / 北山大介                     | 「City of Symphony」「抱きしめて」 |
| 須藤中也 with SAIGART                   | 「Sayonara 90's」 |
| 滝本登鯉                                | 「Magic」「ガールフレンド」 |
| TAKEIGOODMAN                            | 「Living in the City」「アンセム」 |
| TACO ROOM                               | 「Town」 |
| 中井篤志                                | 「スピード -夏フェス Ver.-」 |
| 安田香織                                | 「BGM (LIVE Ver.)」 |
| 八若道洋                                | 「Hello」 |
| 不明                                    | 「のどかないなかのしずかなもぐら」「僕ったら」「nightriders(LIVE)」「TEXAS -Hibiya Yaon Live ver.-」「Good bye Girlfriend」「はなさない」 |

## タイアップ
| 曲名             | タイアップ                                                                   |
| ---------------- | ---------------------------------------------------------------------------- |
| スピード         | テレビ東京系アニメ『NARUTO』第10期EDテーマ（142話 - 153話）                  |
| SHOWがはじまるよ | 『オードリーのまんざいたのしい2013』テーマ曲                                 |
| Radio Star       | ニッポン放送『ひなこい presents 日向坂46松田好花の日向坂高校放送部』OPテーマ |

## ライブ・ライブツアー
- 『世界は幻』ツアー （2003年）
- 『行くのさ』ツアー （2004年）
- 『Hello Hello Hello Hello』ツアー （2004年）
- 『ハルコウララ〜』ツアー （2005年）
- キッス・ジャパン・ツアー （2005・2006年）
- TOUR is HARMONY （2007年）
- ナログフィッシュ 2007 HALF YEAR Presentation「SIX PISTOLS-extra」 （2007年）
- Fish Your Vibe! TOUR （2008年）
- アナログフィッシュ10周年記念祭り"10×10×10" （2009年10月10日 新木場スタジオコースト）
- welcome back!! Pre tour 2009 （2009年）
- Analogfish 2010 “Life Goes On” TOUR （2010年）
- The Analogfish Orchestra （2010年10月23日 九段会館）
- アナログフィッシュ ワンマンライブ『ナイトライダーズ』 （2011年1月16日）
- ANALOGFISH TOWN MEETING #1 （2011年6月11日）
- TOKYO SAVANNA （2011年10月10日 日比谷野外音楽堂）
- Band On the Wild Side（2012年）
- アナログフィッシュ×HINTO「アナログヒント2012」（2012年）
- Analogfish 10x10 Presents「Shibuya meeting」（2012年10月10日）
- Analogfish Winter Sessions KYOTO TO TOKYO（2013年）
- アナログフィッシュ×HINTO「春のアナログヒント 2013」（2013年）
- アナログフィッシュ×HINTO「秋のアナログヒント 2013」（2013年）
- KYOTO TO TOKYO（2013年）
- New and Clear TOUR（2013年）
- KYOTO TO TOKYO（2014年）
- Analogfish&mooolsと行く、水中碁石取りツアー2014 ～足でたしかめて、秋～（2014年）
- 最近のぼくら（2014年）
- 15th Anniversary Final Live「NOWADAYS」（2014年12月17日）
- KYOTO TO TOKYO（2015年）
- featuring LIVE 2015「最近のぼくと彼女」（2015年）
- アナログヒント 2015（2015年5月31日〜7月11日）
- NatsuFish 2015（2015年8月23日）
- town meeting 2015（2015年10月10日）
- TOUR「Almost A Rainbow」（2015年11月7日〜21月）

## 出演・連載
インターネット
- 宍戸留美×津田大介 Oil in Life Vol.65 佐々木健太郎 (2014年1月27日)

ラジオ
- 『ROCKS』FM愛知

雑誌連載
- 『オルタナティブハイスクール』Quip Magazine